# Metu
Metu è un centro abitato dell'Etiopia, situato nell'Oromia.